# Simplette
Simplette est un film français muet réalisé par René Hervil, sorti en 1919.

## Fiche technique
- Titre original : Simplette
- Réalisation : René Hervil
- Scénario : René Hervil
- Pays de production : France
- Format : Noir et blanc - Muet
- Date de sortie : 1919

## Distribution
- Suzanne Grandais : Maria Pasque dite Simplette
- Pierre Sailhan : Robert Servanne
- Gilbert Dalleu : M. Pasque
- Berthe Jalabert : Mme Rouvère
- Tania Daleyme : Tania Ferreti
- Joseph Boulle : Henriot
- Charles Delbrie : le notaire